# Zahrady Carlton
Zahrady Carlton je pojmenování rozlehlé plochy městské zeleně obklopující Královskou výstavní budovu v australském městě Melbourne. V centrální části parku, jehož celková rozloha je 26 ha, se nachází kromě Královské výstavní budovy Melbournské muzeum a kino IMAX. Tento komplex budov rozděluje park na severní a jižní část. Park je vymezen ulicemi Victoria Street, Rathdowne Street, Carlton Street a Nicholson Street. Park vznikl současně s výstavní budovou v druhé polovině 19. století.
Zahrady jsou ukázkou viktoriánské zahradní architektury s rozsáhlými trávníky a mnoha evropskými i australskými stromy jako např. duby, platany, jilmy, cedry, blahočety, fíkovníky kombinovanými s květinovými záhony. V parku se nacházejí i tenisové kurty a dětská hřiště. 

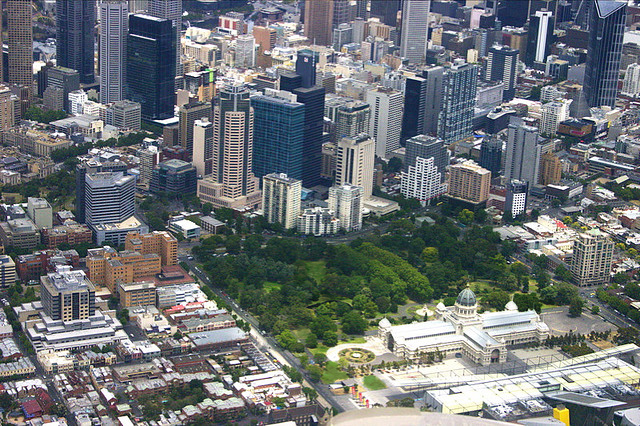
Letecký snímek severní části
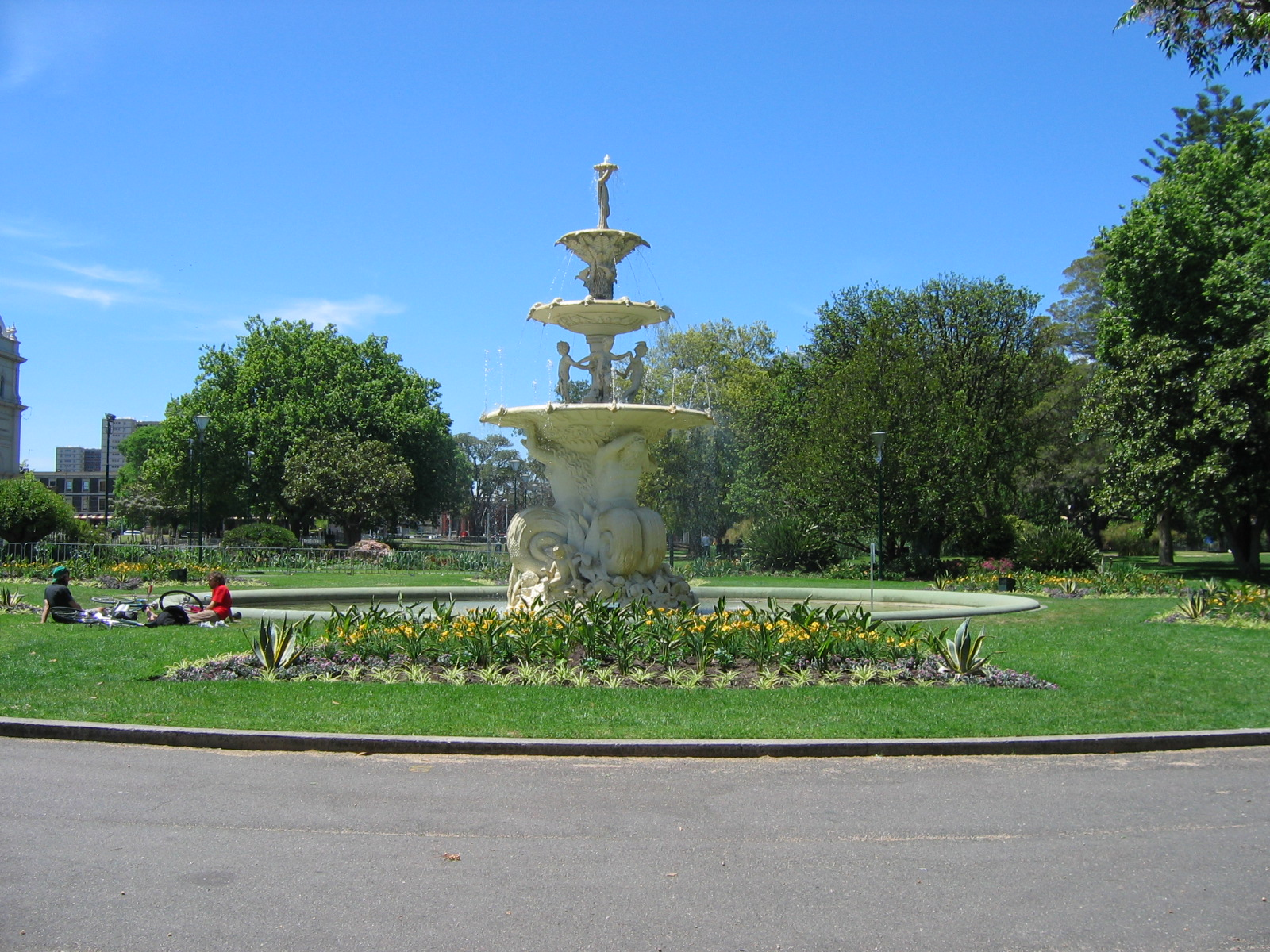
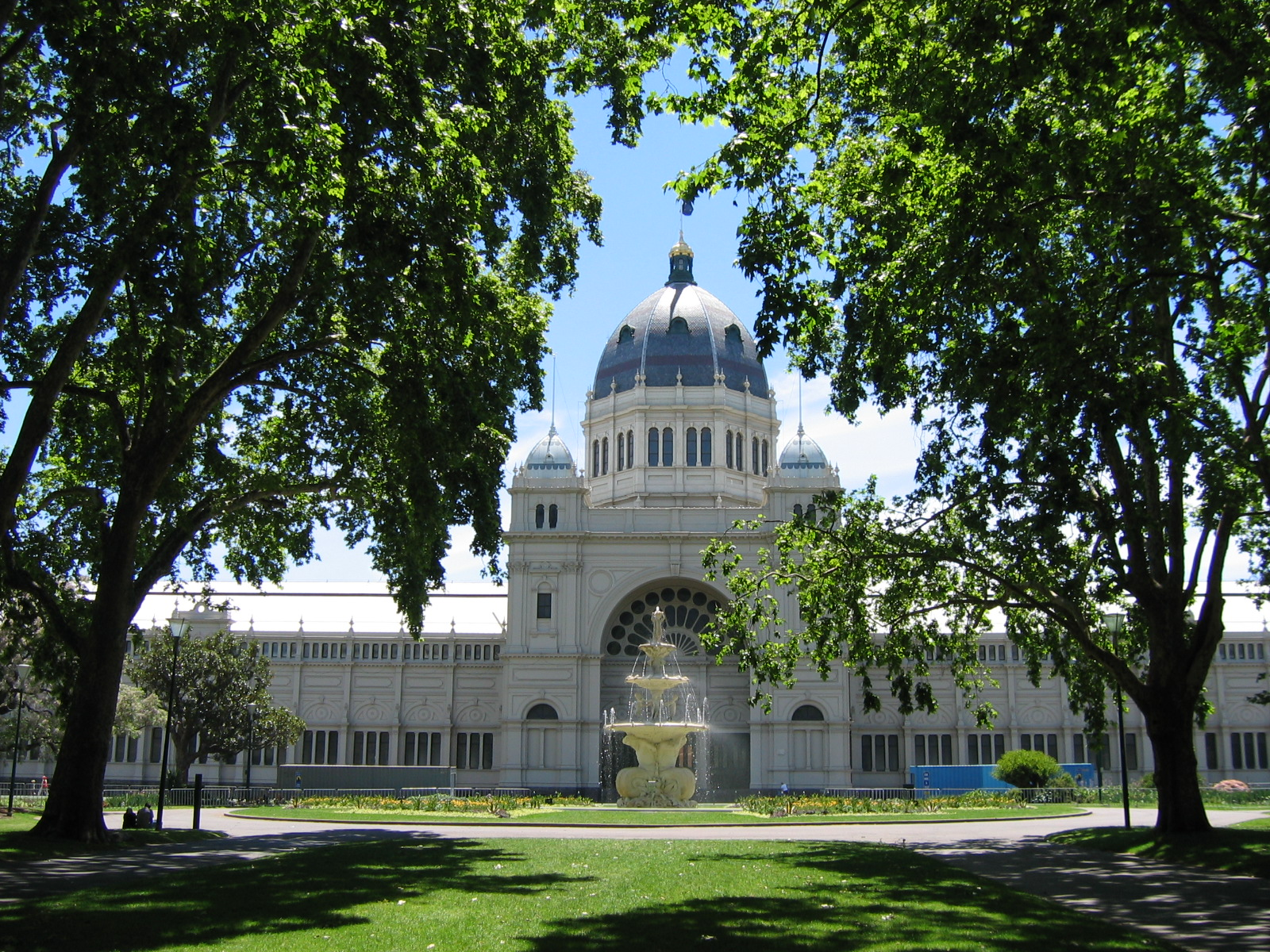
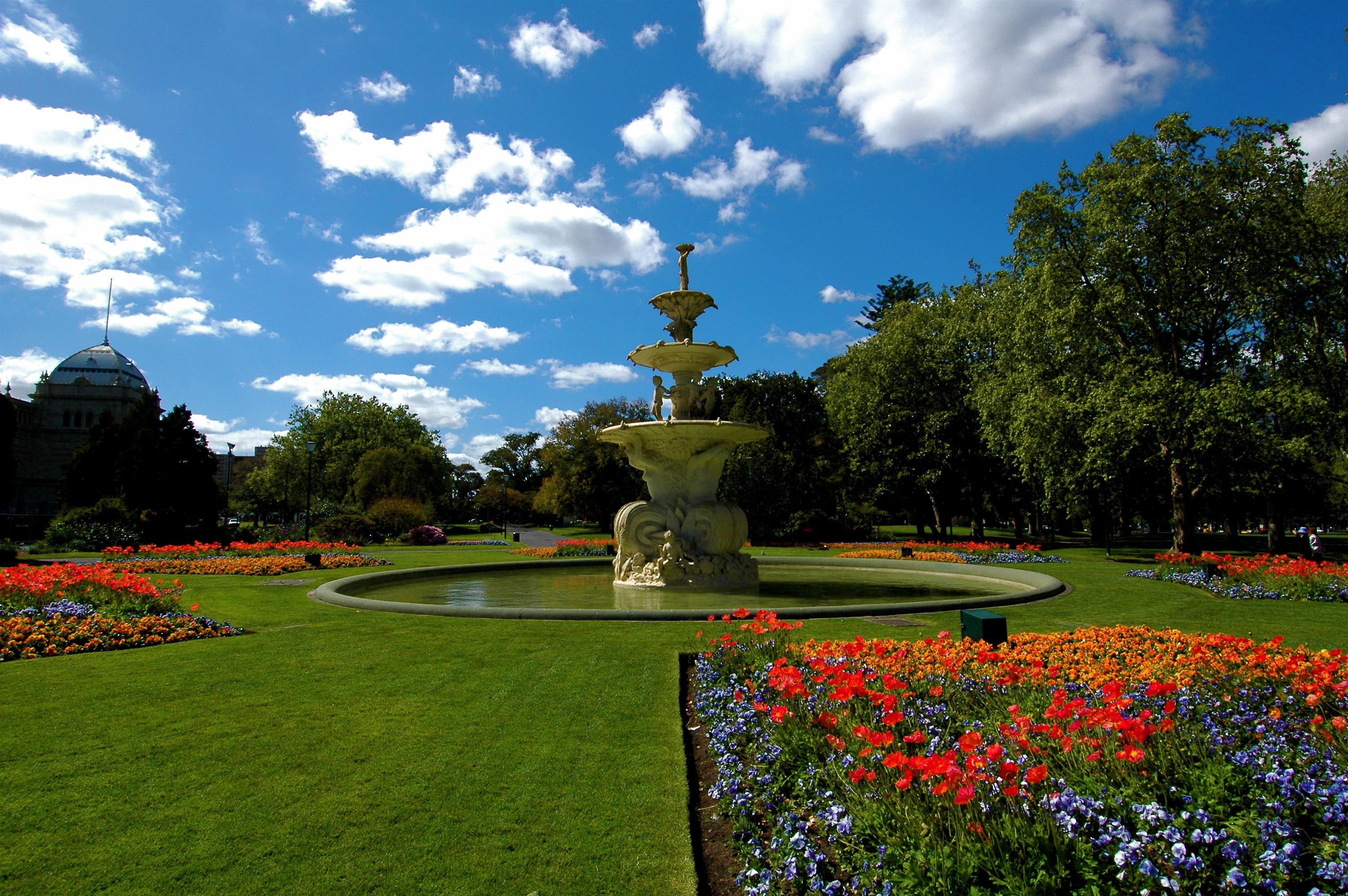
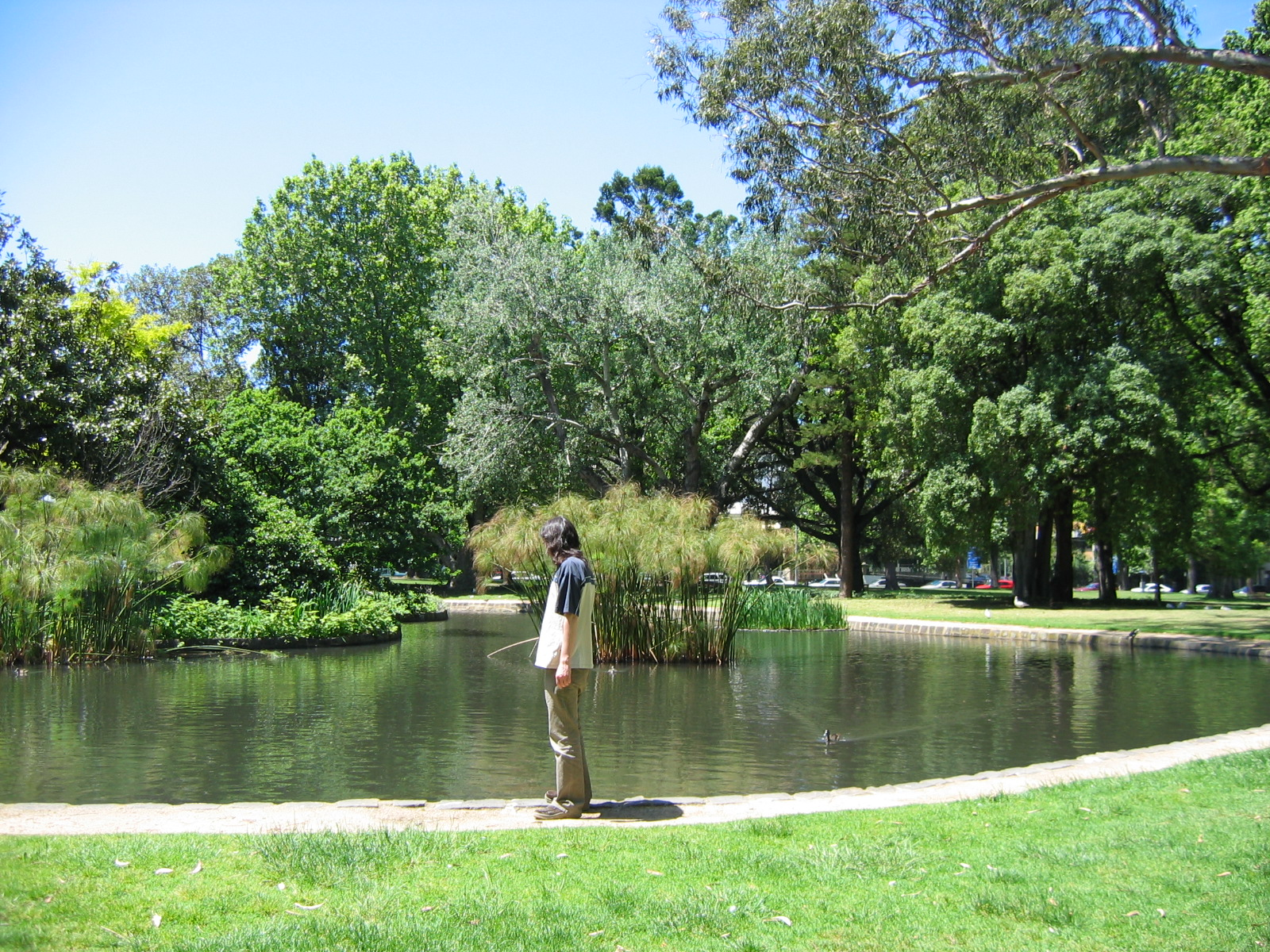